# Chiesa di San Zenone (Fossalta di Portogruaro)
La chiesa di San Zenone è la parrocchiale di Fossalta di Portogruaro, in città metropolitana di Venezia e diocesi di Concordia-Pordenone; fa parte della forania del Portogruarese.

## Storia
Come si apprende da un'antica lapide poi traslata nella parrocchiale ottocentesca, la fondazione di un luogo di culto a Fossalta è da datare al 1034; nel XIV secolo inoltre in paese è registrata una particolare devozione per i santi martiri Ermacora e Fortunato.
L'antica chiesa all'inizio del XIX secolo risultava insufficiente a soddisfare le esigenze dei fedeli, come rilevato dall'allora parroco don Paolo Scarpa, e così nel 1803 partirono dei lavori di ricostruzione, che però ben presto s'interruppero; nei decenni successivi si fecero ulteriori tentativi in questa direzione, ma tutti naufragarono.
Soltanto alla fine di quel secolo il progetto poté andare in porto; nel 1892 venne affidato il compito di redigere il disegno all'architetto Federico Berchet, poi sostituito da Domenico Rupolo, e l'anno successivo fu demolita la chiesa medievale. La posa della prima pietra della nuova parrocchiale avvenne il 6 giugno 1895 alla presenza del vescovo di Concordia Pietro Zamburlini; l'edificio, costruito dall'impresa del carnico Girolamo D'Aronco, fu inaugurato l'11 ottobre 1896 e consacrato il 12 aprile 1913.
Nel 1970, in ossequio alle norme postconciliari, la chiesa fu dotata dell'ambone e del nuovo altare rivolto verso l'assemblea.

## Descrizione

### Esterno
La facciata a salienti della chiesa, che volge a mezzogiorno, è scandita da paraste e si compone di tre corpi, abbelliti da archetti pensili sotto le linee degli spioventi; quello centrale, più alto e coronato da un pinnacoletto, presenta centralmente il portale d'ingresso, protetto dal protiro, e sopra una grande trifora, mentre le due ali laterali sono caratterizzate da bifore.
Ad alcuni metri dalla parrocchiale si erge il campanile a pianta quadrata, la cui cella presenta su ogni lato una bifora ed è coronata dalla guglia piramidale poggiante sul tamburo a base ottagonale.

### Interno
L'intento dell'edificio è suddiviso da pilastri bicromi sorreggenti archi a tutto sesto in tre navate coperte da volte a crociera costolonate; al termine dell'aula si sviluppa il presbiterio, rialzato di alcuni gradini e chiuso dall'abside semicircolare.
Qui sono conservate diverse opere di pregio, tra le quali la pala ritraente la Madonna con Bambino assieme ai Santi Zenone e Maria Maddalena, il cui autore è Antonio Carneo, i dipinti raffiguranti l'Ultima Cena e l'Adorazione dei Magi, eseguiti dal carnico Osvaldo Gortanutti, l'altare maggiore, costruito da Giovanni Costantini e Paolo Possamai, e le due tele che rappresentano rispettivamente la Madonna della Cintura con Bambino assieme ai Santi Agostino e Monica e la Vergine con i Santi Biagio, Antonio da Padova Giovanni Battista, attribuite a Giacomo Carneo.